# Condylostylus pateraeformis
Condylostylus pateraeformis är en tvåvingeart som beskrevs av Becker 1923. Condylostylus pateraeformis ingår i släktet Condylostylus och familjen styltflugor. Inga underarter finns listade i Catalogue of Life.